# 愛因斯坦-西拉德信件

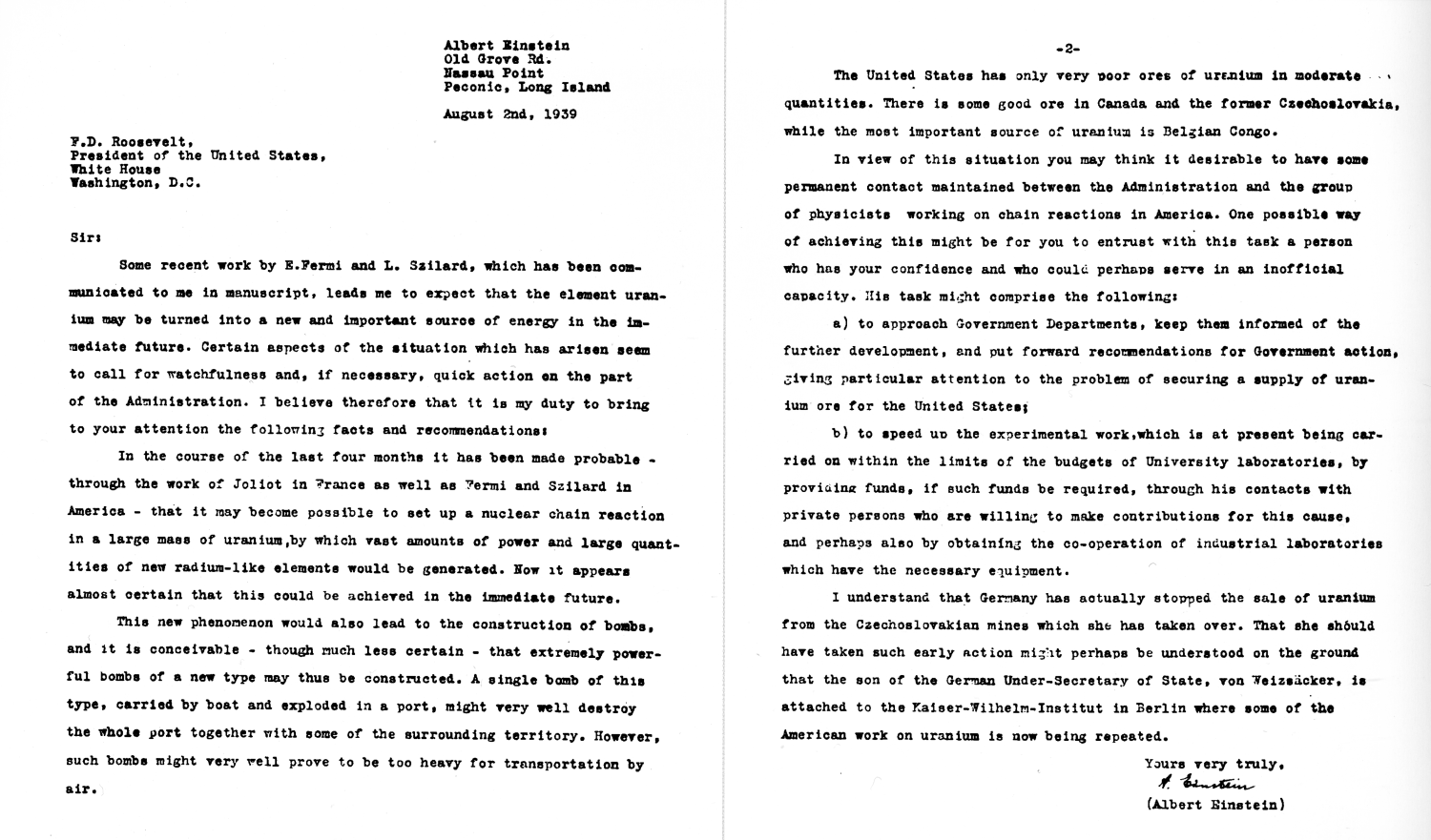
愛因斯坦-西拉德信件副本

《愛因斯坦-西拉德信件》（英語：Einstein—Szilard letter）是1939年8月2日一封由物理學家利奧·西拉德主筆、阿尔伯特·爱因斯坦簽署，並寄給時任美国总统富蘭克林·羅斯福的信件。這封信件還得到匈牙利同儕愛德華·泰勒及尤金·维格纳的建議。信件當中警告德國可能發展核武器，並建議美國啟動自主核計畫。羅斯福在收到信件後採取行動，促成曼哈顿计划，讓美國研制出第一批原子弹，並最終用於轟炸日本廣島及長崎。

## 背景
1939年1月6日，《自然科學》刊登德國物理學家奥托·哈恩及弗里茨·施特拉斯曼觀測到鈾產生核裂变反應的重大發現，並經2月11日由瑞典物理學家莉泽·迈特纳刊登在《自然》上的研究結果所確認，震撼物理學界。此時，正逢第五屆華盛頓理論物理學會議（Washington Conference on Theoretical Physics）於當年1月26日開幕，丹麥物理學家尼尔斯·玻尔將消息帶到美國；哥伦比亚大学的恩里科·费米及约翰·邓宁等實驗物理學家迅速證實這一發現。
匈牙利物理學家利奧·西拉德認為由中子引發之重原子核分裂可能產生核連鎖反應，產生發電或原子炸彈所需的大量能量。他早在1933年旅居伦敦之時，就從前一年欧内斯特·卢瑟福及其團隊嘗試用質子分裂锂卻不甚樂觀的實驗結果得到靈感並申請專利。不過，他還尚難以富含中子的輕原子引發核連鎖反應——理論上，若中子引發的單一核連鎖反應能夠產生多於一個中子，那麼就可以持續不斷，造成數量呈指數級增加的連鎖反應。
西拉德與費米合作，在哥倫比亞大學用天然鈾建造了核反应堆；當時，哥大物理學系由喬治·佩格拉姆領導。學界就鈾的核分裂反應究竟是由占天然鈾比例不到百分之一的鈾-235，還是費米堅持認為的鈾-238同位素所引發尚存有爭議。西拉德及費米展開一系列實驗並得出結論：只要找到適當的中子减速剂，就能引發天然鈾的核分裂反應。他們亦發現，氫原子在水中雖然可以讓中子減速，但也常常直接捕獲中子，於是西拉德建議改以碳為中子減速劑。西拉德認為，只要收集到大量的鈾及碳等足夠素材建造反應爐便可以成功。
與此同時，西拉德擔憂德國人也可能進行類似的實驗——西格弗里德·弗呂格甫於1939年間發表有關原子能開發的重要論文。由於比屬剛果蘊含豐富鈾礦，西拉德與他的匈牙利同儕尤金·维格纳經過討論，決定先通知比利時人。維格納認為與比利時王室成員相識的阿尔伯特·爱因斯坦是適當人選；西拉德也很了解愛因斯坦，他們曾於1920年代間共同研發愛因斯坦-西拉德冰箱。

## 過程

### 起草

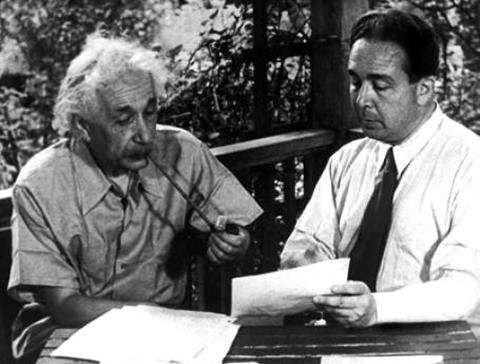
愛因斯坦及西拉德在1946年紀錄片《原子能之力量》中重現討論場景

1939年7月12日，西拉德及維格納自纽约州薩弗克郡卡喬格驅車前往愛因斯坦位於長島的住處。兩人向愛因斯坦解釋有關原子彈的概念，愛因斯坦回覆道：「我根本沒想過（Daran habe ich gar nicht gedacht）」。西拉德以德語口授預定向比利時駐美國大使傳達的信件內容，維格納將其寫下，然後愛因斯坦同意並簽署。應維格納的建議，他們又寫了一封信給美国国务院，說明自身之行為及動機，並給予國務院兩週時間回應或批評。
就爭取政府對鈾研究支持的問題，西拉德又一好友、奧地利經濟學家古斯塔夫·施托爾珀建議接觸能與時任美国总统富蘭克林·羅斯福牽上線的美國經濟學家亚历山大·萨赫斯。薩克斯說他早已與羅斯福商討過有關問題，只是費米及佩格拉姆先前才報告稱製造原子彈之前景渺茫。薩克斯仍然同意為西拉德轉交信件，不過他建議找一位聲望更高的人來做代表；西拉德認為愛因斯坦正是顯而易見的人選。於是兩人起草了一封充滿拼寫錯誤的信，並寄給愛因斯坦。
8月2日，西拉德再度前往長島；因維格納有事在身，他只能請另一位匈牙利物理學家同儕愛德華·泰勒代駕。愛因斯坦拿到草稿以後先用德語口授信件內容，待西拉德回到哥倫比亞大學再以英語口授與系上一名速记員珍妮特·科茨沃斯（Janet Coatesworth）記錄。此後她回憶道，當西拉德提到「威力極大的炸彈」之時，她「確信自己正在為瘋子工作（was sure she was working for a nut）」；即使信件以「阿爾伯特·愛因斯坦敬上（Yours very truly, Albert Einstein）」作結，也絲毫沒有讓這一印象好轉。該信隨後與另一封詳細解釋信件一同交給愛因斯坦檢閱並簽署。
這封寫於8月2日、寄給羅斯福總統的信件稱：
過去四個月來，藉由法國方面約里奧與美國方面費米及西拉德等人之研究，已經證實有可能利用大量的鈾引發核連鎖反應，以產生巨額能量及類镭新元素。現在基本可以確信，這將在不久以後的未來實現。
利用这一新现象还能製造炸弹，而且可以認為——儘管不那么确定——將是一種威力極大的新型炸弹。只需要將區區一枚炸弹以船隻載入港口引爆，就很有可能將整座港口連同部分周遭地區摧毀。不过，这种炸弹也很有可能因为太過笨重而難以空運。
In the course of the last four months it has been made probable — through the work of Joliot in France as well as Fermi and Szilard in America — that it may become possible to set up a nuclear chain reaction in a large mass of uranium, by which vast amounts of power and large quantities of new radium-like elements would be generated. Now it appears almost certain that this could be achieved in the immediate future.
This new phenomenon would also lead to the construction of bombs, and it is conceivable — though much less certain — that extremely powerful bombs of a new type may thus be constructed. A single bomb of this type, carried by boat and exploded in a port, might very well destroy the whole port together with some of the surrounding territory. However, such bombs might very well prove to be too heavy for transportation by air.

其中又特別就德國提出警告：
据我所知，德国已经停止自其接管之捷克斯洛伐克矿场出售铀礦。或许可以这样理解：她之所以这么早采取行动，是因为其副國務秘書之子馮·魏茨薩克與柏林威廉皇帝学会過從甚密，而该研究所現正复制美國方面关于铀的一些研究。
I understand that Germany has actually stopped the sale of uranium from the Czechoslovakian mines which she has taken over. That she should have taken such early action might perhaps be understood on the ground that the son of the German Under-Secretary of State, von Weizsäcker, is attached to the Kaiser-Wilhelm-Institut in Berlin where some of the American work on uranium is now being repeated.

信件撰寫之時，核分裂連鎖反應原預計會耗用數公噸的素材。七個月後，英國突破性研究弗里施-佩尔斯备忘录將反應預估臨界質量降低至10公斤以下，令空運炸彈成為理論上可行之事。

### 遞交

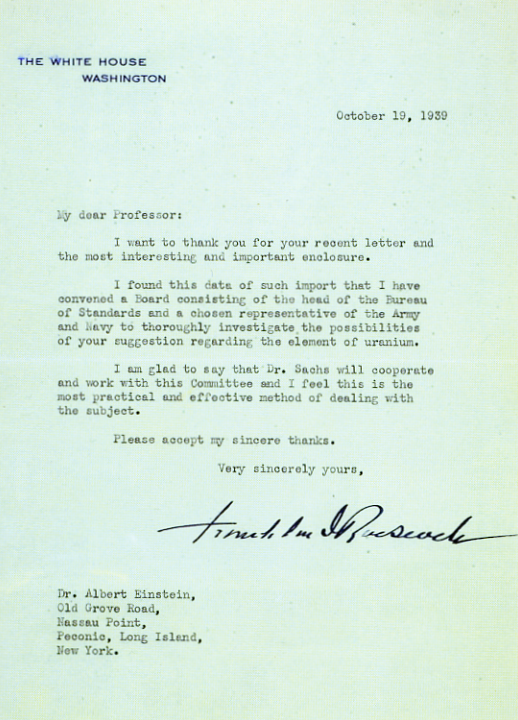
羅斯福的回信

西拉德在8月9日收到愛因斯坦簽署後寄回的信件。8月15日，他將長、短兩份信件連同自己寫的另一封信寄給薩克斯。薩克斯向白宮工作人員預約晉見羅斯福總統，但在他見到總統以前，德國於9月1日入侵波蘭，宣告第二次世界大战全面爆發，羅斯福政府陷入戰爭泥沼，於是薩克斯便延遲晉見至10月份羅斯福能認真看待信件的時候。10月11日，薩克斯同羅斯福、其秘書埃德溫·華生陸軍准將與基斯·F·亞當森（Keith F. Adamson）陸軍中校及吉爾伯特·C·胡佛（Gilbert C. Hoover）海軍中校等兩位軍械專家會面；羅斯福總結會面結果道：「亞歷克斯（指薩克斯），你的目標就是不要讓納粹炸翻我們。（Alex, what you are after is to see that the Nazis don't blow us up.）」
羅斯福隨後回覆信件感謝愛因斯坦，並通知他稱：
我認為這一資料相當重要，並已經召集國家標準局領導人與陸軍及海軍代表組織會議，徹底調查您有關鈾元素建議之可行性。
I found this data of such import that I have convened a Board consisting of the head of the Bureau of Standards and a chosen representative of the Army and Navy to thoroughly investigate the possibilities of your suggestion regarding the element of uranium.

此後愛因斯坦還曾於1940年3月7日及4月25日兩次致信羅斯福，建議展開原子能研究。西拉德為愛因斯坦草擬的第四封信原欲敦促羅斯福與西拉德會面討論原子能政策，不過這封於1945年3月25日寫就的信沒能在當年4月12日羅斯福逝世以前寄達。

## 影響
羅斯福認為必須就信件所提之事採取行動，於是授權成立鈾顧問委員會；鈾顧問委員會以國家標準局局長莱曼·布里格斯為主席、亞當森及胡佛等人為委員，1939年10月21日召開第一次會議，與會者還包括國家標準局的佛瑞德·L·莫勒（Fred L. Mohler）、華盛頓卡內基研究所的理查·B·羅伯特斯（Richard B. Roberts）、西拉德、泰勒及維格納等人。亞當森懷疑原子彈製造之可行性，不過依然同意撥款6,000美元（約相当于2024年的135,632美元）用於採購西拉德與費米等人實驗所需的鈾及石墨。
鈾顧問委員會成為美國政府投入研發原子彈之濫觴，不過委員會並未大力研發武器，而其職能日後亦依序由國防研究委員會（1940年成立）及科學研究及開發辦公室（1941年成立）繼承。直到英國方面陸續出臺弗里施-佩爾斯備忘錄及莫德報告，羅斯福才於1942年1月決定授權展開全面研發。1942年6月以降，美國核分裂反應相關研究工作由陸軍工程兵團管轄的曼哈頓區——即主導原子彈全面研發的曼哈顿计划——接手。
愛因斯坦並未參與曼哈頓計畫。陸軍及万尼瓦尔·布什於1940年7月拒絕給愛因斯坦發放工作許可，表示他的和平主義傾向及名人地位構成安全風險。愛因斯坦曾在戰間於海軍軍械局擔任顧問，不過他對原子彈研發進展一無所知，也無力影響任何使用原子彈的決定。據萊納斯·鮑林稱，愛因斯坦後悔簽署這一導致原子彈研製及投入戰爭使用之信件，並表示他只能以納粹德國首先研製出原子彈可能造成更大危險為由合理衡量這一決定。1947年，愛因斯坦告訴《新闻周刊》：「若當初明白德國人沒有辦法成功研發原子彈，我就什麼都不會做。（had I known that the Germans would not succeed in developing an atomic bomb, I would have done nothing.）」

## 延伸閱讀
- Hargittai, István. . Oxford: Oxford University Press. 2006. ISBN 9780195178456. OCLC 62084304 （英语）.

## 外部連結
- 美國能源部「曼哈頓計畫：互動歷史」專頁——1939年《愛因斯坦信件》 （页面存档备份，存于）（英文）
- 富蘭克林·德拉諾·羅斯福總統圖書館暨博物館——《愛因斯坦信件》 （页面存档备份，存于）（英文）
- 《原子科學家公報》的展覽回顧文章 （页面存档备份，存于）（英文）
- 原子能遺產基金會——1939年《愛因斯坦-西拉德信件》 （页面存档备份，存于）（英文）